# Thomas Hill
Thomas Hill (Inglaterra, 11 de setembro de 1829 - Raymond, 30 de junho de 1908) foi um pintor inglês radicado nos Estados Unidos, um dos membros da Escola do Rio Hudson e da sua ramificação conhecida como Escola das Montanhas Rochosas.
Com 15 anos emigrou para os Estados Unidos com sua família. Estudou pintura na Pennsylvania Academy of the Fine Arts e com o pintor Peter Frederick Rothermel, período em que excursionou com os outros integrantes da Escola do Rio Hudson em busca de cenários inspiradores, assimilando a técnica e o estilo do grupo, que conservou por toda a vida mesmo mais tarde mudando-se para a costa oeste, onde passou a trabalhar no vale do rio Yosemite. Em 1866 voltou à costa leste e viajou para a Europa, e em seguida mais uma vez mudou-se para San Francisco. Seu sucesso foi tardio mas considerável, tendo deixado mais de cinco mil trabalhos. Uma de suas vistas das White Mountains foi escolhida para servir de pano de fundo na cerimônia de posse do presidente Barack Obama em 2009.

## Trabalho
O trabalho de Hill foi muitas vezes conduzido por uma visão resultante de suas experiências com a natureza. Para Thomas Hill, o Vale de Yosemite e as Montanhas Brancas de New Hampshire foram suas fontes de inspiração para começar a pintar e capturou sua resposta direta à natureza.
Hill estava ligeiramente associado com a Escola de pintores do rio Hudson. A Escola do Rio Hudson celebrou a natureza com um sentimento de admiração por seus recursos naturais, o que lhes trouxe um sentimento de entusiasmo ao pensar no potencial que ele possuía. Principalmente os membros anteriores da Hudson River School, em torno dos anos 1850-1960, mostraram o homem como em uníssono com a natureza em suas pinturas de paisagem, muitas vezes pintando homens em uma escala muito pequena em comparação com a vasta paisagem. Thomas Hill muitas vezes trouxe essa técnica para suas próprias pinturas, por exemplo, em sua pintura, Vale de Yosemite, 1889.
Ele fez viagens precoce às Montanhas Brancas com seu amigo Benjamin Champney e pintou assuntos de White Mountain ao longo de sua carreira. Um exemplo de seus assuntos da Montanha Branca é o Monte Lafayette in Winter. Hill adquiriu a técnica de pintura en plein air. Essas pinturas no campo serviram mais tarde como base para obras acabadas maiores.
Em pleno air significa "pintar ao ar livre e diretamente da paisagem", que Hill incorporou em muitas de suas pinturas. As pinturas de paisagem de Hill demonstram como ele combinou seus poderes de observação com motivos poderosos em cada pintura.
O movimento de Hill para a Califórnia em 1861 trouxe-lhe material novo para suas pinturas. Ele escolheu vistas monumentais, como Yosemite. Durante sua vida, as pinturas de Hill eram populares na Califórnia, custando até US $ 10.000. Os melhores trabalhos de Hill são considerados esses assuntos monumentais, incluindo Great Canyon of the Sierra, Yosemite, Vernal Falls e Yosemite Valley.
Sua visão de 1865 sobre o Vale de Yosemite foi escolhida para ser o pano de fundo da mesa principal no almoço inaugural de Barack Obama, para comemorar a assinatura de Lincoln do Yosemite Grant em 1864. Uma pintura foi escolhida para cada almoço inaugural desde 1985. [4]
O trabalho mais famoso e duradouro de Hill é a condução do "Last Spike" no Promontory Summit, UT, em 10 de maio de 1869, para se juntar aos trilhos da CPRR e da UPRR. A enorme pintura de 8 x 12 pés, que apresenta retratos detalhados de 71 indivíduos associados à Primeira Ferrovia Transcontinental, fica no Museu da Ferrovia do Estado da Califórnia em Sacramento, Califórnia.